# Itajubá
Itajubá, amtlich portugiesisch Município de Itajubá, ist eine brasilianische Stadt im Süden von Minas Gerais. Die Stadt hatte 2020 geschätzte 97.334 Einwohner, die Itajubenser (itajubenses) genannt werden und auf einer Fläche von rund 295 km² leben. Sie ist 445 km von der Hauptstadt Belo Horizonte entfernt.

## Allgemeines
Umliegende Orte sind São José do Alegre, Maria da Fé, Wenceslau Braz, Piranguçu, Delfim Moreira und Piranguinho, die Hauptstadt des Pé-de-Moleque.
Geprägt wird Itajubá unter anderem durch die Bundeshochschule Universidade Federal de Itajubá (UNIFEI). Im Umland befinden sich viele Berge der Serra da Mantiqueira, die regelmäßig Wanderer anziehen, sowie eine Sternwarte. Das Stadtwappen zeigt symbolisch einen Kreuzungspunkt zwischen den Millionenstädten Belo Horizonte im Norden, Rio de Janeiro im Südosten und São Paulo im Südwesten.
Neben der Herausbildung des heutigen Zentrums um die Gründerkirche und den vielen typischen einstöckigen Häusern wurden in den letzten Jahren auch Hochhäuser errichtet. Ebenfalls wurde für neu gegründete Unternehmen das Zentrum Tecnópolis geschaffen. Unternehmen in den Bereichen Elektrotechnik, Hubschrauberbau und Stahlkonstruktion sind in der Stadt angesiedelt.
2017 änderte das Instituto Brasileiro de Geografia e Estatística die Zuordnung zu geostatistischen Regionen und teilte die Gemeinde der Região geográfica imediata Itajubá und der Região geográfica intermediária Pouso Alegre zu.

## Geschichte
Gegründet wurde die Stadt 1819 von Padre Lourenço da Costa Moreira als Vila de Boa Vista. Noch heute ist ein Hotel nach den damals ansässigen Coroados-Indios benannt. Der Name Itajubá kommt allerdings aus der Sprache der Tupí, in der Originalform itaîuba, übersetzt von der Höhe hinabfallender Fluss der Steine (Wasserfall).

## Stadtverwaltung
Exekutive: Stadtpräfekt (Bürgermeister) ist nach der Kommunalwahl 2016 Rodrigo Imar Martinez Riera des Partido do Movimento Democrático Brasileiro (PMDB, heute MDB) für die Amtszeit 2017 bis 2020. Die Legislative liegt bei einem Stadtrat, der Câmara Municipal, aus 17 gewählten Stadtverordneten (vereadores).

## Gemeindegliederung
Itajubá ist in zwei Distrikte unterteilt: Distrito de Itajubá als Sitz (215,35 km²) und seit 1948 in den Distrito de Lourenço Velho (79,85 km²).

## Bevölkerung
Die Bevölkerung betrug nach der Volkszählung des IBGE von 2010 90.658 Einwohner. Die Zahl wurde vom IBGE zum 1. Juli 2020 auf 97.334 Bewohner geschätzt. Sie verteilte sich im Jahr 2010 auf 82.764 Personen im besiedelten Ortsbereich und auf 7894 Personen im weiträumigen Umland des Gemeindegebietes. Rechnerisch betrug die Bevölkerungsdichte 2010 307,5 Ew./km².
Die Bevölkerung von Itajubá ist größtenteils weiß als Folge der starken portugiesischen und italienischen Migration zwischen dem 19. und 20. Jahrhundert. In der Stadt gibt es auch eine große Präsenz syrisch-libanesischer Staatsangehöriger in einem neueren Migrationsprozess.

### Bevölkerungsentwicklung
| Bevölkerungsentwicklung von Itajubá | Bevölkerungsentwicklung von Itajubá |
| Jahr                                | Einwohner                           |
| ----------------------------------- | ----------------------------------- |
| 1991                                | 75.014                              |
| 2000                                | 84.135                              |
| 2010                                | 90.679                              |
| 2020                                | 97.334                              |

### Ethnische Zusammensetzung
Ethnische Gruppen nach der statistischen Einteilung des IBGE (Stand 2010 mit 84.135 Einwohnern):
| Gruppe                | Anteil           | Anmerkung                         |
| --------------------- | ---------------- | --------------------------------- |
| Pardos (Mischrassige) | 16.745 (18,47 %) | (Mulatten, Mestizen)              |
| Pretos                | 4.330 (4,77 %)   | (Schwarze)                        |
| Brancos               | 69.208 (76,33 %) | (Weiße, Nachfahren von Europäern) |
| Amarelos              | 334 (0,36 %)     | (Asiaten)                         |
| Indígenas             | 41 (0,04 %)      | (indigene Bevölkerung)            |

## Klima
Die Stadt hat tropisches Höhenklima (Cwa) nach der Klassifikation des Klimas nach Köppen und Geiger. Die Durchschnittstemperatur ist 19,5 °C. Die durchschnittliche Niederschlagsmenge liegt bei 1548 mm im Jahr. Der Sommer in Itajubá ist deutlich feuchter als der Winter.
Monatliche Durchschnittstemperaturen und -niederschläge für Itajubá
|                   | Jan  | Feb  | Mär  | Apr  | Mai  | Jun  | Jul  | Aug  | Sep | Okt  | Nov | Dez  |   |      |
| Temperatur (°C)   | 22,2 | 22,3 | 21,6 | 19,8 | 17,3 | 15,9 | 15,5 | 17,3 | 19  | 20,4 | 21  | 21,4 | Ø | 19,5 |
| Niederschlag (mm) | 261  | 242  | 175  | 72   | 44   | 33   | 23   | 34   | 71  | 135  | 180 | 278  | Σ | 1548 |

## Söhne und Töchter der Stadt
- Ricardo Galvão (* 1947), Physiker
- Edson José Oriolo dos Santos (* 1964), katholischer Geistlicher, Bischof von Leopoldina